# ジョバンニ・アントニオ・バッターラ

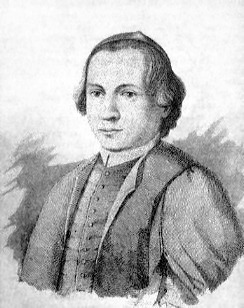
ジョバンニ・アントニオ・バッターラ

ジョバンニ・アントニオ・バッターラ（Giovanni Antonio Battarra、1714年6月9日 - 1789年11月8日）はイタリアの聖職者、博物学者、菌学者である。
リミニの近くで生まれた。リミニの神学校で学び、1738年に叙階された。自然科学や医学をジョバンニ・ビアンキ（Giovanni Bianchi）に学んだ。1741年にサヴィニャーノの神学校の教授となり、植物学者、菌学者で"Sylva Fungorum"の著者のブルーノ・トッツィ（Bruno Tozzi）の弟子となって、菌学、博物学を学び、銅版画の技術を学んだ。その後も各地の学校で教えた。1755年に著書、『リミニ地方のキノコ』（" Fungorum agricultural Ariminensis historia"）を出版した。40枚の図版は自ら製作し、248のキノコについて解説した。1788年に『実践農業』（"Pratica agraria"）を出版し、合理的な農業作業の必要性を主張するとともに、当時の迷信について論じたことによって民俗学の文献としても評価される。
菌学への貢献については、エリーアス・フリースによって高く評価され、クリスティアーン・ヘンドリク・ペルズーンはハラタケ目の属名、Battarrea属に命名した。

## 著作
- " Fungorum agricultural Ariminensis historia"